# رالف بائر

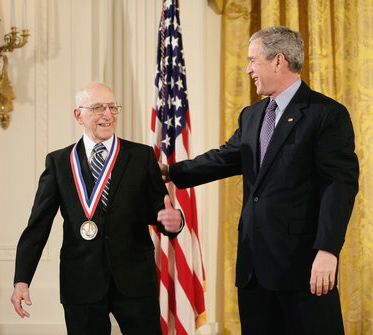
رالف بائر و جورج بوش

رالف اچ. بائر ((به انگلیسی: Ralph H. Baer)؛ با نام اصلی رودلف هاینریش بائر (به آلمانی: Rudolf Heinrich Baer) زاده ۸ مارس ۱۹۲۲ – درگذشته ۶ دسامبر ۲۰۱۴) یک مخترع آلمانی‌تبار اهل ایالات متحده آمریکا بود. وی به عنوان پدر بازی ویدئویی شناخته شده‌است.
او پس از جنگ جهانی دوم وارد صحنه الکترونیک شد و بعد از مدتی فعالیت به ایده بازی کردن روی تلویزیون رسید. او چندی پس از توسعه تعدادی پروتوتایپ و پروانه انحصاری، اولین دستگاه بازی ویدئویی را به بازار ارائه داد.
وی همچنین برنده جوایزی همچون مدال ملی فناوری و نوآوری شد.